# Veselina
Veselina (bulgariska: Веселина) är ett distrikt i Bulgarien.   Det ligger i kommunen Obsjtina Loznitsa och regionen Razgrad, i den nordöstra delen av landet, 280 km öster om huvudstaden Sofia.
Trakten runt Veselina består till största delen av jordbruksmark. Runt Veselina är det ganska tätbefolkat, med 116 invånare per kvadratkilometer.